# Mafia II
Mafia II је акционо-авантуристичка видео-игрица отвореног света из трећег лица, која је наставак игре Mafia: The City of Lost Heaven. Развило ју је предузеће 2К Czech, раније познато као Илужн софтворкс (енгл. Illusion Softworks). Ова игра је првобитно објављена у августу 2007. године на конвенцији игара у Лајпцигу. Најављено је да ће бити доступне верзије за Windows, PlayStation 3 и Xbox 360 у августу 2010. Издање игре за Mac OS објављено је у децембру 2011. Верзију игре за мобилне платформе развио је Твистбок ентертејнмент, а објављена је 2010. године.